# Свободное (Краснодарский край)
Свободное — село в Брюховецком районе Краснодарского края.
Административный центр Свободненского сельского поселения.

## География

### Улицы
| - пер. Комсомольский, - пер. Тургенева, - ул. 50 лет Победы, - ул. Береговая, - ул. Вольная, - ул. Гагарина, - ул. Горького, - ул. Заречная, - ул. Колхозная, - ул. Комсомольская, - ул. Красная, | - ул. Красноармейская, - ул. Ленина, - ул. Луговая, - ул. Мира, - ул. Молодёжная, - ул. Октябрьская, - ул. Первомайская, - ул. Пролетарская, - ул. Свободная, - ул. Тургенева. |

## Население
| 2002  | 2010  | 2012  | 2013  | 2014  | 2015  |
| ----- | ----- | ----- | ----- | ----- | ----- |
| 2248  | ↘2002 | ↘1977 | ↗1986 | ↗1994 | ↗2008 |
| 2016  | 2017  | 2018  | 2019  | 2020  | 2021  |
| ↘1984 | ↘1983 | ↘1964 | ↘1943 | ↘1914 | ↘1580 |
| 2023  |       |       |       |       |       |
| ↘1523 |       |       |       |       |       |